# Saint-Philibert (Morbihan)
Saint-Philibert (bret. Sant-Filiberzh) – miejscowość i gmina we Francji, w regionie Bretania, w departamencie Morbihan.
Według danych na rok 1990 gminę zamieszkiwało 1187 osób, a gęstość zaludnienia wynosiła 168 osób/km² (wśród 1269 gmin Bretanii Saint-Philibert plasuje się na 509. miejscu pod względem liczby ludności, natomiast pod względem powierzchni na miejscu 946.).